# Kuala Terengganu
Kuala Terengganu (malajská výslovnost:[ˈkuˈala ˈtəˈrəŋˈganu]), často označováno zkratkou K.T., je hlavní administrativní, královské a ekonomické město spolkového státu Terengganu v Malajsii. Kuala Terengganu je také hlavním městem okresu Kuala Terengganu. Kuala Terengganu se nachází na východním pobřeží Malajského poloostrova, asi 440 km severovýchodně od Kuala Lumpuru. Město leží na řece Terengganu, která zde ústí do Jihočínského moře.
Jako okres je Kuala Terengganu rozlohou nejmenší, ale má (spolu s okresem Kuala Nerus, který tvoří městskou část) nejvíce obyvatel ve spolkovém státu Terengganu - v roce 2010 zde žilo 406 317 obyvatel. Status města byl Kuala Terengganu udělen 1. ledna 2008 pod názvem Bandaraya Warisan Pesisir Air (anglicky Waterfront Heritage City).
Kromě toho, že je město hlavním politickým a hospodářským centrem státu, je také hlavní vstupní branou do mnoha turistických destinací. Mezi hlavní zajímavosti ve městě a jeho okolí patří Kampung Cina (Chinatown), Pasar Besar Kedai Payang, Státní muzeum Terengganu a pláž Batu Buruk. Přestože se město nevyhnulo modernizaci a rozvoji, Kuala Terengganu si stále zachovává silné malajské zvyky, které se mísí s dalšími kulturami z jeho dlouhé přístavní historie.

## Etymologie
V malajštině může mít kuala význam „ústí řeky“, „ústí“ nebo „soutok.“ Název Kuala Terengganu se dá tedy přeložit jako „soutok/ústí Terengganu“, což odkazuje na širokou oblast ústí řeky Terengganu, která se vlévá do Jihočínského moře. O názvu Terengganu existuje několik teorií. Jedna z nich připisuje názvu původ ze slov terang ganu, což v malajštině znamená „jasná duha.“ Další příběh, který je považována za nejpopulárnější verzi, údajně vyprávěl devátý sultán Terengganu Baginda Omar. Vypráví o skupině lovců z Pahangu (federální stát Malajsie), kteří se potulovali a lovili v oblasti dnešního jižního Terengganu. Jeden z lovců zahlédl na zemi velký zvířecí špičák. Jeden z lovců se zeptal, kterému zvířeti špičák patří. Lovec, který nevěděl, o jaké zvíře se jedná, jednoduše odpověděl taring anu (malajsky “spičák něčeho“). Výprava se později vrátila do Pahangu s bohatou zásobou zvěře, kožešin a santálového dřeva, což udělalo dojem na jejich sousedy. Sousedi se ptali lovců, odkud pocházejí jejich bohatství, a ti jim odpověděli, že ze země taring anu, která se později vyvinula v Terengganu.